# Cable Guy
Cable Guy är en amerikansk film från 1996 i regi av Ben Stiller, efter filmmanus av Lou Holtz Jr. I huvudrollerna syns bland andra Jim Carrey och Matthew Broderick.

## Handling
Historien handlar om Steven Kovak, en ung man som blivit utslängd ur sin lägenhet av sin före detta flickvän. När han flyttat till en ny lägenhet och skall ha kabel-TV installerat, då ger han 50 dollar åt "kabel-killen" Chip (för han har hört att man får alla betalkanaler gratis då). Men Chip vill inte ha pengar, utan Stevens vänskap. Detta är begynnelsen av en mardröm dock.

## Rollista (i urval)
- Jim Carrey - The Cable Guy ("Kabel-killen")
- Matthew Broderick - Steven M. Kovacs
- Leslie Mann - Robin Harris
- Owen Wilson - Robin's date
- Jack Black - Rick
- George Segal - Steven's far
- Diane Baker - Steven's mor
- Ben Stiller - Sam Sweet/Stan Sweet
- Eric Roberts - Eric Roberts